# Środek masy
Środek masy ciała lub układu ciał – punkt charakteryzujący rozkład masy w ciele, określony tak, by w opisie ruchu ciała zastąpić je punktem materialnym.
Środek masy, w którym skupiona jest cała masa w opisie układu jako masy punktowej. Pojęcie to jest wykorzystywane także w geometrii.

## Wzór
Wzór na wektor wodzący środka masy:
{\displaystyle {\vec {r}}_{0}={\frac {\sum _{k}m_{k}{\vec {r}}_{k}}{\sum _{k}m_{k}}}.}
Powyższa zależność dla ośrodków ciągłych, zapisana w postaci wyrażeń całkowych, wiąże środek masy z rozkładem gęstości {\displaystyle \rho } w przestrzeni za pomocą zależności:
{\displaystyle {\vec {r}}_{0}={\frac {1}{M}}\int \limits _{V}\rho {\vec {r}}dV,}
{\displaystyle M=\int \limits _{V}\rho dV,}
przy czym:
- {\displaystyle {\vec {r}}_{0}} – wektor wodzący środka masy,
- {\displaystyle M} – masa ciała,
- {\displaystyle V} – objętość ciała,
- {\displaystyle \rho =\rho (x,y,z)} – funkcja gęstości ciała.

W przeciwieństwie do środka ciężkości, środek masy nie jest związany z żadnym oddziaływaniem. Dla ciała znajdującego się w jednorodnym polu grawitacyjnym środek ciężkości pokrywa się ze środkiem masy.

## Środek geometryczny
Środek geometryczny zdefiniowany jest podobnie jak środek masy, ale nie uwzględnia się gęstości.
Położenie środka geometrycznego układu punktów określa wektor:
{\displaystyle {\vec {r}}_{0}={\frac {\sum \limits _{k}^{N}{\vec {r}}_{k}}{N}},}
gdzie {\displaystyle N} – liczba elementów układu.
Położenie środka geometrycznego bryły jest dane wektorem
{\displaystyle {\vec {r}}_{0}={\frac {1}{V}}\int \limits _{V}{\vec {r}}dV.}
Możliwe jest także obliczanie środka geometrycznego powierzchni dwuwymiarowych lub krzywych w przestrzeni trójwymiarowej (zob. np. wielościan dualny).
Położenie środka geometrycznego powierzchni jest zdefiniowane wektorem
{\displaystyle {\vec {r}}_{0}={\frac {1}{S}}\int \limits _{S}{\vec {r}}dS,}
a dla krzywych
{\displaystyle {\vec {r}}_{0}={\frac {1}{L}}\int \limits _{L}{\vec {r}}dL,}
gdzie:
- {\displaystyle S} – pole powierzchni,
- {\displaystyle dS} – element powierzchni,
- {\displaystyle L} – długość krzywej,
- {\displaystyle dL} – element krzywej,

a całkowanie przebiega po całej powierzchni lub całej krzywej.